# Келлі Берглунд
Келлі Берглунд (нар. 8 лютого 1996) — американська актриса, танцівниця і співачка. Вона зіграла Брі Девенпорт, біонічного підлітка з блискавичною швидкістю, в Disney XD, серії Піддослідні, та його спіноффі Піддослідні: Елітні сили. У 2014 році вона знялася в Діснеївському фільмі, Як створити ідеального хлопця, де вона зображує Мей Хартлі, дівчина-відмінниця, яка разом зі своєю кращою подругою, розробляє план, щоб створити ідеального хлопця.

## Кар'єра
Келлі почала свою кар'єру в молодому віці н телеканалі TLC у програмі Хіп-Хоп Гаррі. Також брала участь: Are You Smarter Than a 5th Grader, і  America's Next Producer. Дівчина також з'явилася в інді-фільмі, Прощай Бенджамін. Вона знімалася для Old Navy, Hyundai, Братц, Макдональдс і «Mattel». Вона також з'явилася в кампаніях Reebok і Camarillo Academy of Performing Arts. Келлі була удостоєною багатьох нагород у танцях для її ліричного контемпу, хіп-хопу, та джазової техніки. Хоча вона настільки й багатогранна в цих видах танцю, її улюблений стиль-контемп — суміш балету і джазу.
Келлі зіграллі, Брі, надмірно товариської, біонічної супер-людини з супер швидкістю, для Disney XD у комедійному серіалі Піддослідні поряд з: Тайрелом Джексон Вільямсом, Біллі Унгер, і Спенсер Болдман. Брі є однією з трьох біонічних підлітків братів і сестер, які намагаються прокласти свій шлях через «нормальний» світ, школа, друзі і сім'я, іноді мають біонічний глюк. вона продовжувала грати в Брі в спіноффі Піддослідних: Піддослідні: елітні сили , прем'єра якого відбудеться в 2016 році.
У 2013 році Берглунд знялася для Disney xD в серії Пострибаємо, де вона зіграла карате вундеркінда Слоан Дженнінгс. У цьому епізоді її героїня співає «Had Me @ Hello» в дуеті з Кім Кроуфорд, яку грає Олівія Холт. В середині 2013 року, Берглунд приступила до роботи для Disney Channel Original Movie, Як створити ідеального хлопця, в якому вона грає Мей Хартлі, одну з двох головних ролей. Режисер фільму Пол Хоэн, прем'єра якої відбулася 15 серпня 2014 року.  співає «Something Real» з Чайною Енн Макклейн, який був випущений 29 липня 2014 року.

## Особисте життя
Келлі Берглунд народилась і виросла в місті  Мурпарк, Каліфорнія, де вона продовжує жити з батьками, Марком і Мішель Берглундами, і молодшою сестрою, Кіррою. Закінчила школу  відзнакою. У вільний час вона захоплюється плаванням та фотографією.

## Фільмографія
| Рік  | Назва             | Роль                     | Примітки        |
| ---- | ----------------- | ------------------------ | --------------- |
| 2006 | Прощай Бенджамін  | Гість на День Народженні | Короткометражка |
| 2015 | Одна Ніч          | Рейчел                   |                 |
| 2016 | Піднімаючи планку | Келлі Джонсон            |                 |

| Рік     | Назва                         | Роль            | Примітки                                |
| ------- | ----------------------------- | --------------- | --------------------------------------- |
| 2006-08 | Хіп-Хоп Гаррі                 | Сама            | Другорядна роль                         |
| 2012-16 | Піддослідні                   | Брі Девенпорт   | Головна роль; Disney XD Original Series |
| 2013    | Пострибаємо                   | Слоан Дженнінгс | Епізод: «Нова Дівчина»                  |
| 2014    | Як створити ідеального хлопця | Мей Хартлі      | Disney Channel Original Movie           |
| 2016    | Піддослідні: Елітні Сили      | Брі             | Головна роль; Disney XD Original Series |

## Дискографія
| Назва                                                               | Рік  | Альбом |
| ------------------------------------------------------------------- | ---- | ------ |
| «Do You Want to Build a Snowman?» ( Disney Channel Circle of Stars) | 2014 |        |

### Промо-синглу
| Назва                                   | Рік  | Альбом |
| --------------------------------------- | ---- | ------ |
| «Something Real» (з Чайна Енн Макклейн) | 2014 |        |